# Vulpes riffautae
Vulpes riffautae é uma espécie de raposa que existiu no período Mioceno Superior do Chade, há aproximadamente 7 milhões de anos atrás.os fósseis da V. riffautae potencialmente representam o mais antigo registro da família Canidae no Velho Mundo.